# جنس عبر الهاتف

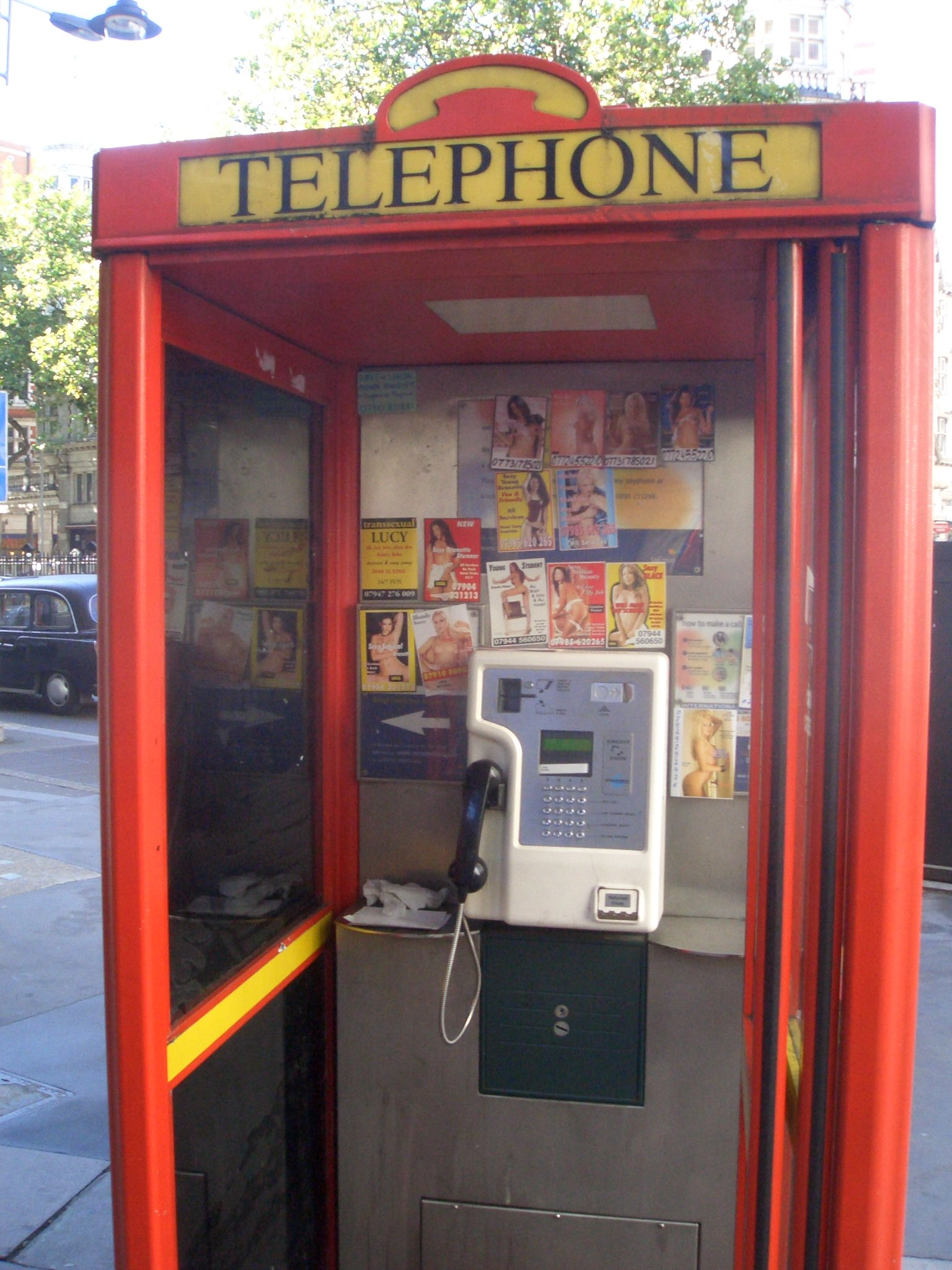

الجنس عبر الهاتف (بالإنجليزية: Phone sex)‏ من أنواع يقوم شخصان أو أكثر بإجراء بأحاديث جنسية عبر الهاتف ، وغالبا ما يتنهى بممارسة العادة السرية، ويختلف عن الجنس عبر الإنترنت في كونه عادة يحدث بين أشخاص معروفين لبعضهم البعض.